# Dunkelblaufastschwarz
dunkelblaufastschwarz (Originaltitel: AzulOscuroCasiNegro) ist ein spanisches Filmdrama aus dem Jahr 2006. Daniel Sánchez Arévalo führte Regie und schrieb das Drehbuch, die Hauptrollen spielten Quim Gutiérrez, Marta Etura und Antonio de la Torre.

## Handlung
Jorge arbeitet als Concierge in einem Wohnhaus, wo er auch selber mit seinem Vater wohnt. Dieser hatte sieben Jahre zuvor einen Schlaganfall erlitten, als er Jorge bei einem Akt von Vandalismus ertappte, und ist seither pflegebedürftig. Jorge fühlt sich deswegen schuldig und pflegt ihn fürsorglich. Gleichzeitig studiert er in einem Fernstudium und bemüht sich um eine bessere Anstellung in einer Firma, die ihm allerdings verwehrt bleibt, da er bei den Bewerbungsgesprächen nicht erklären kann und will, warum in seinem Lebenslauf eine Lücke von ebendiesen sieben Jahren klafft.
In dem gleichen Wohnhaus wohnt auch Natalia, Jorges Jugendliebe, die nach einem Auslandspraktikum zurückkehrt. Jorge liebt sie immer noch, doch fühlt er sich ihr gegenüber immer minderwertig, was bisher verhindert hat, dass die beiden ein Paar wurden.
Wenn Jorge sich nicht um seinen Vater kümmert, verbringt er die meiste Zeit auf dem Dach des Wohnblocks mit seinem besten Freund Israel, der wegen seiner Ähnlichkeit mit Sean Penn „Sean“ genannt wird. Von dort beobachten sie die anderen Bewohner des Viertels und diskutieren über ihr Leben.
In dieser Situation tritt Antonio, Jorges Bruder, der im Gefängnis sitzt, mit einer ungewöhnlichen Bitte an ihn heran; er soll seine Freundin Paula, die er in der Haft kennengelernt hat, schwängern, da er selber zeugungsunfähig ist und Paula von den anderen Insassinnen misshandelt wird. Durch eine Schwangerschaft würde sie in den Mutter-Kind-Trakt verlegt werden, was für sie erhebliche Hafterleichterungen bedeuten würde.
Zunächst sträubt sich Jorge, da er inzwischen, trotz allem, Natalia für sich gewonnen zu haben scheint. Paula gelingt es jedoch, ihn von der Wichtigkeit ihres Anliegens zu überzeugen und Jorge schwängert sie. Obwohl sie eigentlich die Freundin seines Bruders ist, verlieben sich Paula und Jorge; Antonio wurde von ihr nur benutzt, um in den Mutter-Kind-Trakt zu gelangen. Antonio erfährt durch Paula erst sehr viel später davon, als er schon einige Monate auf Bewährung auf freiem Fuß ist und Paula im Gefängnis besucht. Nebenbei versucht Antonio mit Hinterlist an eine lang vergessene Geldreserve des dementen Vaters zu kommen, um Paula und sich eine gemeinsame Zukunft zu sichern – dies gelingt ihm jedoch nicht.
Gleichzeitig entdeckt Sean durch seine Beobachtungen vom Dach des Wohnblocks, dass sein Vater homosexuell ist und regelmäßig einen Masseur in der Nachbarschaft aufsucht, um sich befriedigen zu lassen. Zunächst erpresst er ihn damit; jedoch fängt er seinerseits mit Besuchen bei dem Masseur an und findet Gefallen daran. Als er seinen Vater in Gegenwart seiner Mutter offen mit dessen Neigung konfrontiert, kommt es zu einer Aussprache mit seiner Mutter, die bereits Bescheid wusste. Im Folgenden scheint es, als könnten sich Vater und Sohn, deren Verhältnis bis dahin von Geringschätzung geprägt war, arrangieren.
Die Ausweglosigkeit von Jorges Situation wird symbolisiert durch einen dunkelblauen, fast schwarzen Anzug (der dem Film seinen Namen gegeben hat) im Schaufenster eines Modegeschäfts, der, obwohl er ständig im Preis herabgesetzt wird, für Jorge unerschwinglich teuer bleibt. Gegen Ende des Films bricht Jorge in den Laden ein und stiehlt den Anzug.
Ermutigt durch die Beziehung zu Paula, die ihm mehr gibt als die hoffnungslose Situation mit Natalia, sagt sich Jorge schließlich von dieser los, wechselt seinen Job, jedoch lediglich, um in einem anderen Haus wiederum als Concierge zu arbeiten. Er handelt für sich aus, in diesem Job auch seinen neuen Anzug bei der Arbeit tragen zu dürfen, und bricht so ein Stück weit aus seinem alten, beengten Leben aus.
Am Ende des Films bleibt es offen, ob Paula und Jorge ein Paar bleiben. Es entsteht der Eindruck, dass Paula auch ihn nur ausgenutzt hat, um in den Mutter-Kind-Trakt verlegt zu werden.

## Musik
Der Titelsong Imaginarte stammt von der Singer-Songwriterin Lantana, die unter ihrem bürgerlichen Namen Alba Gárate auch eine kleine Rolle in dem Film spielt.

## Veröffentlichung
Der Film hatte seine Premiere am 24. März 2006 beim Filmfestival Málaga und kam am 31. März 2006 in die spanischen Kinos. Die deutsche Erstaufführung war am 21. Juni 2007.
Der Film wurde auf etlichen internationalen Filmfestivals gezeigt, darunter in Venedig und Toronto.

## Ehrungen
- 3 Goyas: Bester Newcomer-Regisseur, Beste Nebenrolle (de la Torre), Bester Nachwuchsschauspieler (Gutiérrez)
- Internationale Filmfestspiele von Venedig: Label Europa Cinemas Award, UAAR Award